# جشمة تشنار مرد خدا (كبغيان)
جشمة تشنار مرد خدا (بالفارسية: چشمه چنار مردخدا) هي قرية تقع في إيران في قسم كبغيان الريفي. يقدر عدد سكانها بـ 28 نسمة .